# NTC Poprad
NTC Poprad – stadion piłkarski w Popradzie, na Słowacji. Obiekt może pomieścić 5700 widzów. Swoje spotkania rozgrywają na nim piłkarze klubu FK Poprad.
Pierwotnie w Popradzie w piłkę nożną grano na boisku na targowisku. Po I wojnie światowej wybudowano nowe boisko, oddane do użytku 15 maja 1921 roku. Jedyną pozostałością po tym obiekcie jest dziś nazwa ulicy biegnącej przez teren dawnego boiska (Staré ihrisko). Obecny stadion powstał w okresie po II wojnie światowej. Obiekt pierwotnie posiadał bieżnię lekkoatletyczną. Po zachodniej stronie stała zadaszona trybuna główna. 24 maja 1971 roku na stadionie rozegrano jedno spotkanie fazy grupowej Turnieju Juniorów UEFA (Anglia – Szwecja 1:0). W grudniu 2012 roku rozpoczęto przebudowę areny. W pierwszym etapie prac zmodernizowano trybunę główną, m.in. dobudowano dolne rzędy trybun i wydłużono dach, zlikwidowano bieżnię lekkoatletyczną, zainstalowano także sztuczne oświetlenie osadzone na czterech 37-metrowych masztach oraz podgrzewaną murawę (do jej podgrzewania wykorzystywana jest energia geotermalna). Oddanie do użytku przebudowanego stadionu miało miejsce 5 listopada 2013 roku. W 2014 roku zrealizowano drugi etap prac, w ramach którego od strony północnej, wschodniej i południowej wybudowano przylegające do boiska zadaszone trybuny. Pojemność obiektu po rekonfiguracji z lat 2012–2014 zmalała z 7000 do 5700 widzów. Obiekt pełni rolę ośrodka treningowego słowackiego związku piłki nożnej. W latach 2015 i 2017 na stadione rozegrano mecze finałowe piłkarskiego Pucharu Słowacji.